# Bactrodesmium hebridense
Bactrodesmium hebridense är en svampart som beskrevs av P.M. Kirk 1986. Bactrodesmium hebridense ingår i släktet Bactrodesmium, klassen Dothideomycetes, divisionen sporsäcksvampar och riket svampar.   Inga underarter finns listade i Catalogue of Life.